# Teno Alto
Teno Alto es una de las entidades de población que conforman el municipio de Buenavista del Norte, en la isla de Tenerife —Canarias, España—.

## Geografía
Se encuentra ubicado a una altitud de 770 m s. n. m. en un altiplano en el macizo de Teno, a unos trece kilómetros del casco urbano de Buenavista del Norte. Este caserío se halla dentro del parque rural de Teno.
Cuenta con una pequeña ermita y con algunos bares y restaurantes.

## Demografía
| Año        | 2000 | 2005 | 2010 | 2015 | 2020 |
| ---------- | ---- | ---- | ---- | ---- | ---- |
| Habitantes | 101  | 104  | 86   | 76   | 65   |

## Fiestas y folclore
Teno Alto celebra sus fiestas en honor a Nuestra Señora de la Candelaria y a San Jerónimo el primer fin de semana de septiembre.
Por su parte en el mes de abril se celebra la festividad del Santo Hermano Pedro, en donde destaca una exhibición del Salto del pastor.
Su aislamiento, hasta 1972 no se podía acceder a él por carretera, ha permitido que en Teno Alto se conserven un gran número de tradiciones y costumbres, entre las que sobresalen el baile de piñata y el tajaraste de Teno.
El baile de piñata es el acto más esperado de su carnaval. 
Se trata de un antiguo ritual pagano que se realizaba en muchos lugares de la isla durante las fiestas de invierno, nombre que recibían los carnavales en el archipiélago. En la actualidad este es uno de los pocos lugares donde se mantiene esta tradición. Además de en el carnaval también se celebra en las fiestas de San Jerónimo.
De su folclore musical destaca el tajaraste de Teno, también conocido como tanganillo, un tipo de seguidilla cuyo origen se remonta al siglo xviii. Se caracteriza porque no tiene letra, tratándose de una melodía creada con instrumentos de cuerda.

## Comunicaciones

### Transporte público
En el caserío existe una parada de taxi, no estando conectado mediante autobús o guagua.

## Galería

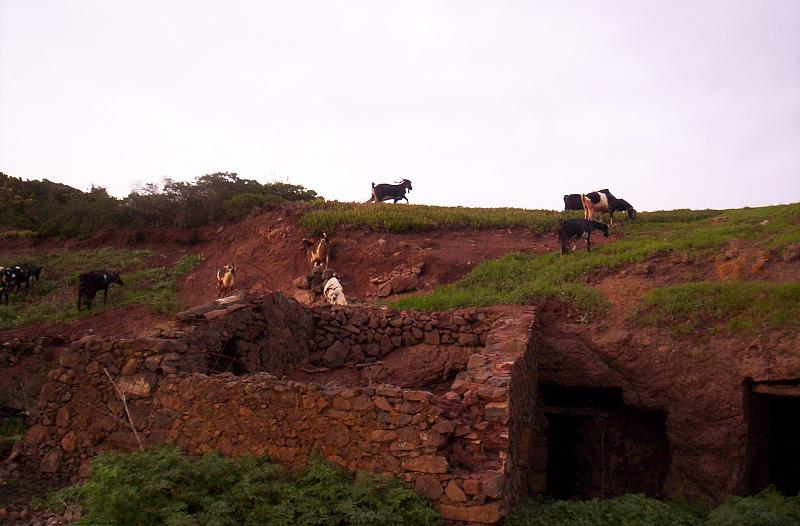
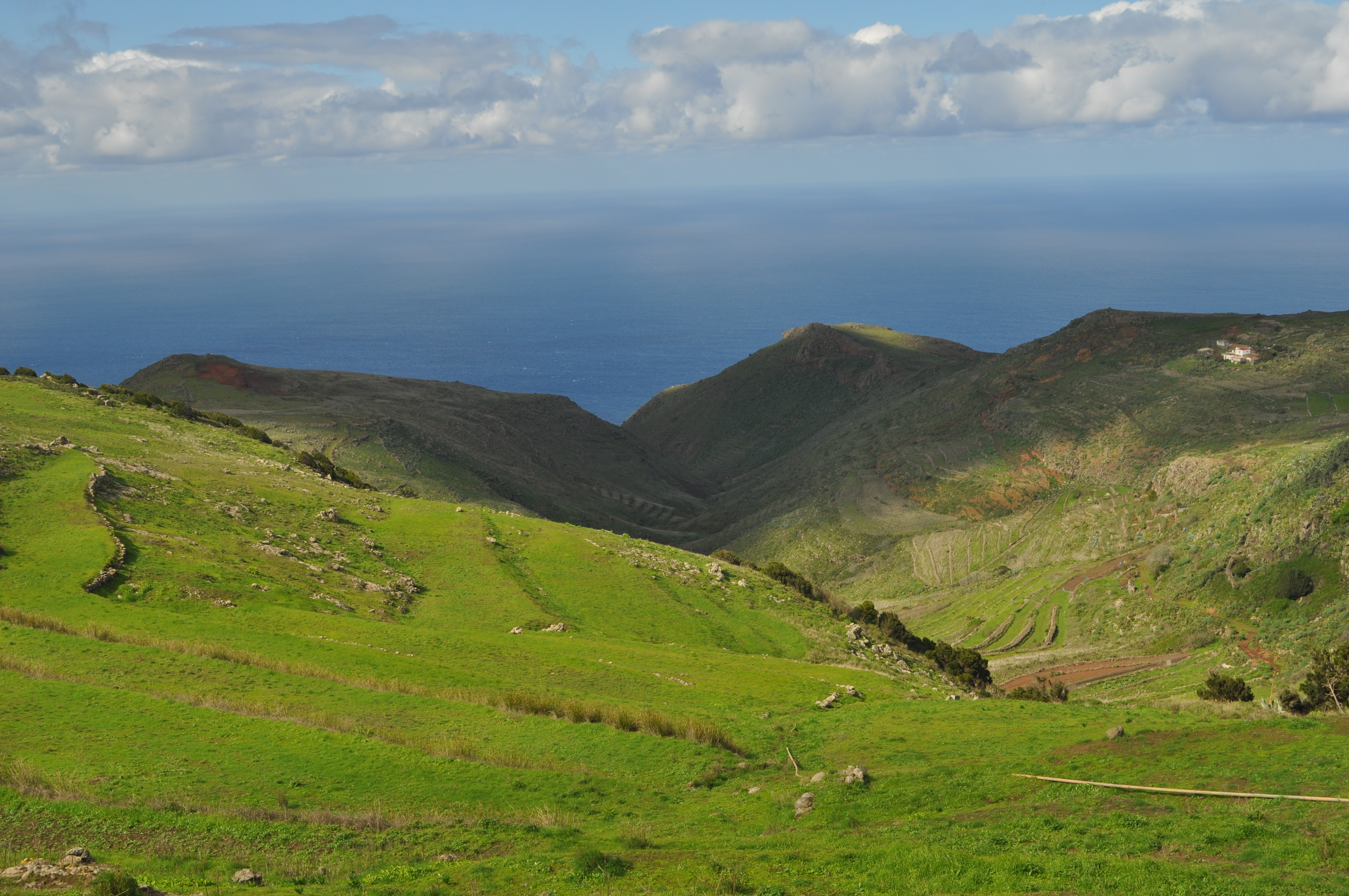

## Lugares de interés
- Ermita de Teno
- Casa rural Los Bailaderos